# El Paso Patriots
Gli El Paso Patriots sono stati una società calcistica statunitense fondata nel 1989 e sciolta nel 2013.
I Patriots giocavano gli incontri casalinghi di campionato al Gary Del Palacio Field di El Paso (Texas) ed hanno militato nella Premier Development League (PDL) dal 2004 al 2013, raggiungendo nel 2005 la finale di campionato, persa contro i Des Moines Menace. In precedenza, i Patriots avevano giocato per 7 anni nella A-League (l'attuale USL First Division), senza però mai ottenere importanti risultati.

## Il nome
Fondato nel 1989 con il nome di El Paso Sixshooters, il club partecipò fin dall'inizio all'USL.
Nel gennaio del 1990, la società sospese l'attività agonistica, riprendendola nell'autunno dello stesso anno. Prima dell'inizio della stagione del 1991, il club venne acquisito da una nuova proprietà che scelse la nuova denominazione di El Paso Patriots.
Prima della stagione 2010 in PDL, i Patriots siglarono un accordo con il club messicano del Guadalajara, cambiando ufficialmente nome in Chivas El Paso Patriots e mantenendo tale denominazione fino alla stagione 2012.

## Calciatori

### Giocatori celebri che hanno giocato per la squadra
- Carlos Henrique Raposo
- Ben Everson
- Carlos Farias
- Julio Daniel Frías
- Freddy Juarez
- Cesar Sosa
- Salvador Mercado
- Dimitar Popov
- Steve Sengelmann
- Dimitar Vasev

## Allenatori
- Dan Guard (1989–1990)
- Marinho Chagas (1991-1992)
- Oscar Lira (1993-1994-1995)
- Francisco Paco Chavez (1996–1999)
- Greg Petersen (2000)
- Alfredo Solares (2001)
- Carlos Bracamontes (2001)
- Tita (2002)
- Miguel Murillo (2002, 2008)
- Fernando Gutierrez (2003)
- Jesus Enriquez (2002-2003-2004–2005-2006)
- Salvador Mercado (2007)
- Javier McDonald (2008–2013)

## Risultati anno per anno
| Anno    | Divisione | League              | Reg. Season      | Playoff                  | Open Cup        |
| ------- | --------- | ------------------- | ---------------- | ------------------------ | --------------- |
| 1989/90 | N/A       | SISL Indoor         | 4° Cactus        | Non qualificato          | N/A             |
| 1990/91 | N/A       | SISL Indoor         | 8° Southwest     | Non qualificato          | N/A             |
| 1991    | N/A       | SISL                | 2° Southwest     | Semifinale               | Non entrato     |
| 1992    | N/A       | USISL               | 1° Southwest     | Non qualificato          | Nn entrato      |
| 1993    | N/A       | USISL               | 6° Atlantic      | Sizzling Six             | Non entrato     |
| 1994    | 3         | USISL               | 2° Southwest     | Semifinale di Divisione  | Non entrato     |
| 1995    | 3         | USISL Pro League    | 1° South Central | Finale di Divisione      | Finale          |
| 1996    | 3         | USISL Select League | 3° Pacific       | 1º turno                 | 2º turno        |
| 1997    | 2         | USISL A-League      | 6° Pacific       | Non qualificato          | Non qualificato |
| 1998    | 2         | USISL A-League      | 6° Central       | Non qualificato          | 3º turno        |
| 1999    | 2         | USL A-League        | 5° Pacific       | Quarti di finale         | Non qualificato |
| 2000    | 2         | USL A-League        | 4° Pacific       | Semifinale di Conference | Non qualificato |
| 2001    | 2         | USL A-League        | 7° Western       | Non qualificato          | 3º turno        |
| 2002    | 2         | USL A-League        | 2° Pacific       | 1º turno                 | Non qualificato |
| 2003    | 2         | USL A-League        | 3° Central       | Non qualificato          | 3º turno        |
| 2004    | 4         | USL PDL             | 1° Mid South     | Semifinale di Conference | Non qualificato |
| 2005    | 4         | USL PDL             | 1° Mid South     | Finale                   | 2º turno        |
| 2006    | 4         | USL PDL             | 3° Mid South     | Non qualificato          | Non qualificato |
| 2007    | 4         | USL PDL             | 2° Mid South     | Semifinale di Conference | 2º turno        |
| 2008    | 4         | USL PDL             | 3° Mid South     | Non qualificato          | Non qualificato |
| 2009    | 4         | USL PDL             | 4° Mid South     | Non qualificato          | 2º turno        |
| 2010    | 4         | USL PDL             | 5° Mid South     | Non qualificato          | Non qualificato |
| 2011    | 4         | USL PDL             | 2° Mid South     | Semifinale di Conference | 1º turno        |
| 2012    | 4         | USL PDL             | 3° Mid South     | Non qualificato          | 2º turno        |
| 2013    | 4         | USL PDL             | 6° Mid South     | Non qualificato          | Non qualificato |

## Palmarès

### Altri piazzamenti
- USISL Southwest Division:

Campioni: 1992
- USISL Pro League South Central Division:

Campioni: 1995
- U.S. Open Cup:

Finalista: 1995
- USL PDL Mid South Division

Campioni: 2004, 2005
- USL PDL Southern Conference:

Campioni: 2005

## Stadi
- Sun Bowl Stadium: El Paso, Texas (2003)
- Dudley Field: El Paso, Texas (2004)
- Patriot Stadium: El Paso, Texas (2005–2012)
- SISD Student Activities Complex: El Paso, Texas (2013)